# Йохан Хайнрих Песталоци
Йохан Хайнрих Песталоци (на немски: Johann Heinrich Pestalozzi) е швейцарски хуманист, педагог, филантроп, философ и реформист, създател на първата система за начално образование.

## Биография
Роден е на 12 януари 1746 г. в Цюрих, Швейцария. Следва в Цюрихския университет, първо теология, после право. Повлиян е от идеите на Жан-Жак Русо.
Песталоци смята, че нещастията на народа са следствие от невежеството на хората, поради което чрез подходящо образование на младото поколение може да се достигне всеобщо благоденствие.
През 1799 г., в хода на Швейцарската революция в град Станс, в стар манастир приема 80 сирачета на възраст 5 – 10 години. Заради всеотдайната му обич към тях, децата го наричат признателно „татко“, което става причина той да стане известен като "татко Песталоци".
В началото на 19 век създава нов педагогически институт в Бургдорф (Берту) – закрит с падането на Швейцарската република през 1803 г. На 1 януари 1805 г. открива в старинен замък в Ивердон, опитно учебно заведение: то бързо става известно сред европейските интелектуалци и много от тях идват да се запознаят с „метода Песталоци“ и с Учителя. Според него образованието трябва да разгърне способностите на главата, сърцето и ръката, за съзидателен труд и близост на човека с природата.
Възпитателната му програма е описана първо във „Вечерните часове на един самотник“ (Die Abendstunde eines Einsiedlers, 1780) и придобива завършен вид в „Ленцбургската реч“ (1809).
През 1826 издава „Лебедова песен“ – заглавие, станало нарицателно.
Умира на 17 февруари 1827 г. в Бруг на 81-годишна възраст.